# Tatas
El tatas (en griego: τατᾶς), más formalmente tatas de la corte (en griego: τατᾶς τῆς αὐλῆς, romanizado: tatas tēs aulēs) era una título de la corte bizantina atestiguada en los siglos xii-xiv, cuyas funciones exactas no están claras.
El título se atestigua por primera vez en el sello de Juan Comneno Vatatzés en el siglo xii y durante los dos siglos siguientes. Sin embargo, las funciones exactas que implicaba no están claras: según el historiador del siglo xiv Paquimeres, el tatas era uno de los tres principales funcionarios de la corte junto con el pincerna (copero imperial) y el epi tes trapezes (maestre de la mesa imperial), pero el historiador del siglo xv Ducas explica el título como «pedagogo». Esto llevó a Ernst Stein a sugerir que sucedió a los bájulos como preceptor imperial, una hipótesis rechazada más tarde por Vitalian Laurent.